# Westtangente Zürich
Die Westtangente ist die Innenstadtumfahrung von Zürich. Abschnitte der Hauptstrassen 1, 3 und 4 verlaufen über die Westtangente, die den Verkehr aus dem Nordosten der Stadt nach Westen und Süden leitet. Vor dem Bau des Gubristtunnels und der Westumfahrung wurde auch der Verkehr der Nationalstrassen 1, 3 und 4 über diese Route durch die Stadt geleitet. Nach 2009 wurde die Routenführung südlich der Gleise der Bahnstrecke Zürich–Baden stark verändert.

## Verlauf
Die Hauptstrasse 4 bildet als Westtangente eine Nord-Süd-Verbindung westlich des Stadtkerns, die beim Milchbuck beginnt und in Wiedikon endet. Der nördliche Teil wird von der Hauptstrasse 1 mitbenutzt, der südliche von der Hauptstrasse 3. Dazu besteht eine Verbindung von der eigentlichen Westtangente zum Autobahnende beim ehemaligen Hardturmstadion. Die Westtangente wird täglich von 71'000 Fahrzeugen benutzt.

### Verlauf nach Eröffnung der Westumfahrung
Die Westtangente beginnt bei der Ausfahrt Unterstrass vom Autobahnzweig A1L, der von Schwamendingen in Richtung Milchbucktunnel führt. Sie wird oberirdisch zur Hirschwiesenstrasse geführt, unterquert die Schaffhauserstrasse und die Wehntalerstrasse im 340 Meter langen Hirschwiesentunnel und führt oberirdisch zum Bucheggplatz. Auf diesem Abschnitt münden die Hauptstrassen 1 und 4 in die Westtangente. Der Bucheggplatz wird mit einer 150 Meter langen Unterführung unterquert. Danach führt die ab hier vierspurig ausgebaute Westtangente die steile Rosengartenstrasse hinunter. Die 1350 Meter lange Hardbrücke führt über die Limmat, den Escher-Wyss-Platz, die Pfingstweidstrasse, die Gleise des Vorbahnhofs sowie die Hohlstrasse. Über dem Escher-Wyss-Platz verlässt die Hauptstrasse 1 die Westtangente über eine Rampe. Kurz nach der Pfingstweidstrasse kommt über die Geroldrampe die Hauptstrasse 3 hinzu. Über den Gleisen passiert sie den Bahnhof Zürich Hardbrücke. Am Hardplatz nach der Hardbrücke ändert die Westtangente die Richtung nach Osten und folgt der Hohlstrasse auf zwei Spuren reduziert. Vor der Überführung über die Gleise der Bahnstrecke Zürich–Chur biegt die Westtangente scharf nach Süden in die Seebahnstrasse ein und folgt dieser bis zur Kreuzung mit der Tunnelstrasse, wo die Hauptstrasse 3 zum rechten Zürichseeufer abzweigt. Die Westtangente führt auf der Manessestrasse an der Brandwache von Schutz und Rettung Zürich vorbei und endet bei der Auffahrtsrampe zur Sihlhochstrasse (Autobahnzweig A3W).
Die Hauptstrasse 1 folgt, nachdem sie die Hardbrücke über die Hardturmrampe verlassen hat, der Hardturmstrasse, biegt halblinks in die Förrlibuckstrasse ein und erreicht über die Duttweilerstrasse die Pfingstweidstrasse. Diese führt zum Anfang des Autobahnzweigs A1H. In umgekehrter Richtung folgt die Hauptstrasse 1 der Pfingstweidstrasse und erreicht über die Geroldrampe die Hardbrücke.

### Verlauf vor Eröffnung der Westumfahrung

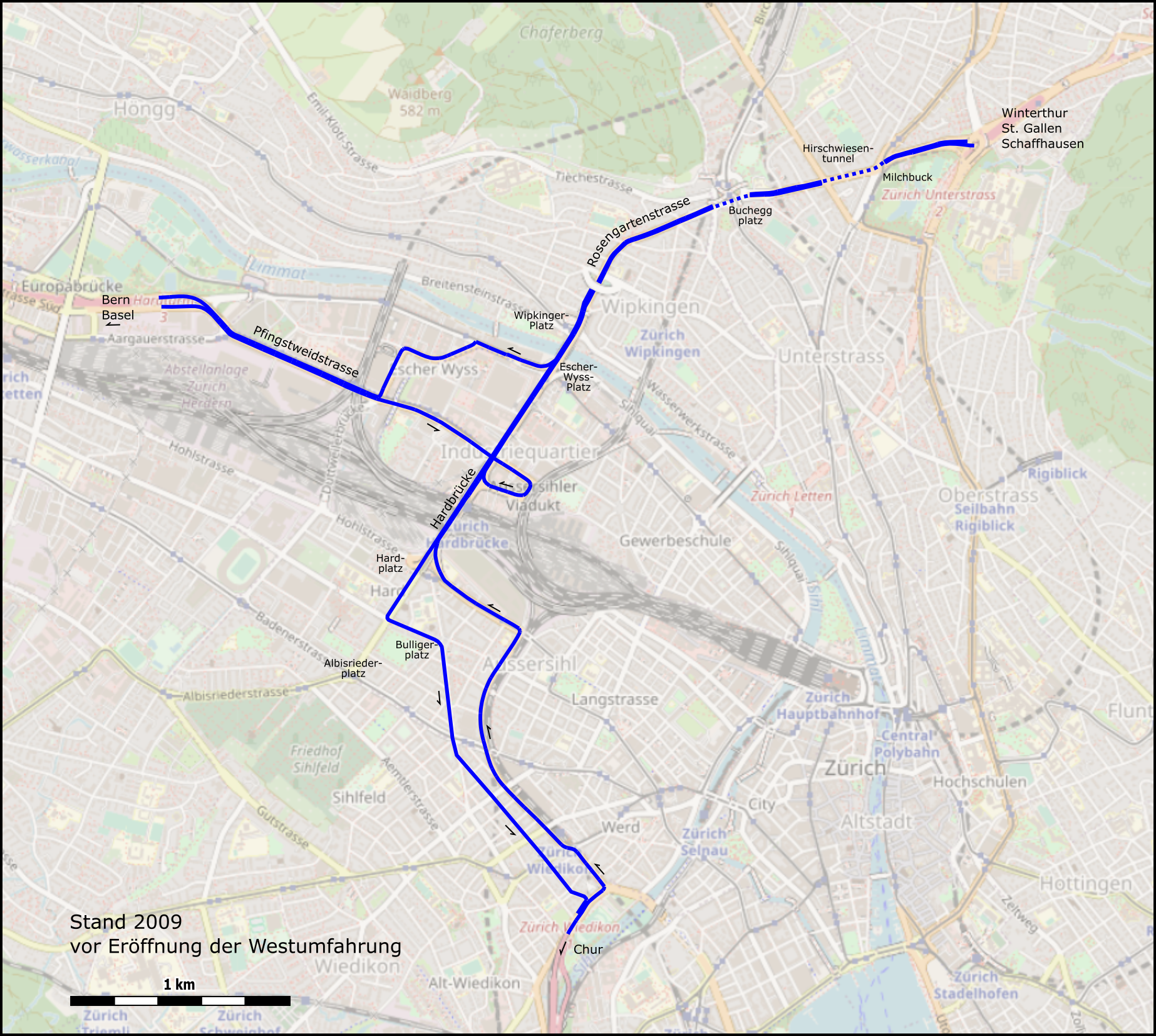
Westtangente bis 2009

Vor der Eröffnung der Westumfahrung im Jahr 2009 war die Westtangente fast durchgehend vierspurig ausgebaut, weshalb der Verkehr Richtung Süden einer anderen Route folgte. Nach der Hardbrücke wurde weiter geradeaus die Hardstrasse befahren, dann scharf links in die Bullingerstrasse eingebogen. Über den Bullingerplatz, die Sihlfeldstrasse und die Weststrasse wurde die Manessestrasse bei der Brandwache erreicht.
Nach der Eröffnung der Westumfahrung ging der Verkehr auf der Westtangente um 35 % zurück, der Schwerverkehr nahm um 85 % ab. Dies erlaubte den Rückbau des Südteils der Westtangente auf eine zweispurige Strasse. Seit dem 2. August 2010 wird der Verkehr Richtung Süden auf der gleichen Achse wie der Verkehr nach Norden geführt. Die nicht mehr genutzte Achse Bullingerstrasse – Sihlfeldstrasse – Weststrasse wurde im Rahmen des Projektes «Westumfahrung Zürich, Aufwertung der Quartiere» für den Durchgangsverkehr gesperrt und die Strassen in Quartierstrassen mit Tempo 30 umgewandelt. Der Bullingerplatz wurde umgestaltet, der Anny-Klawa-Platz und der Brupbacherplatz neu geschaffen. Die Arbeiten waren 2011 abgeschlossen.

### Verlauf vor Neugestaltung Hardplatz

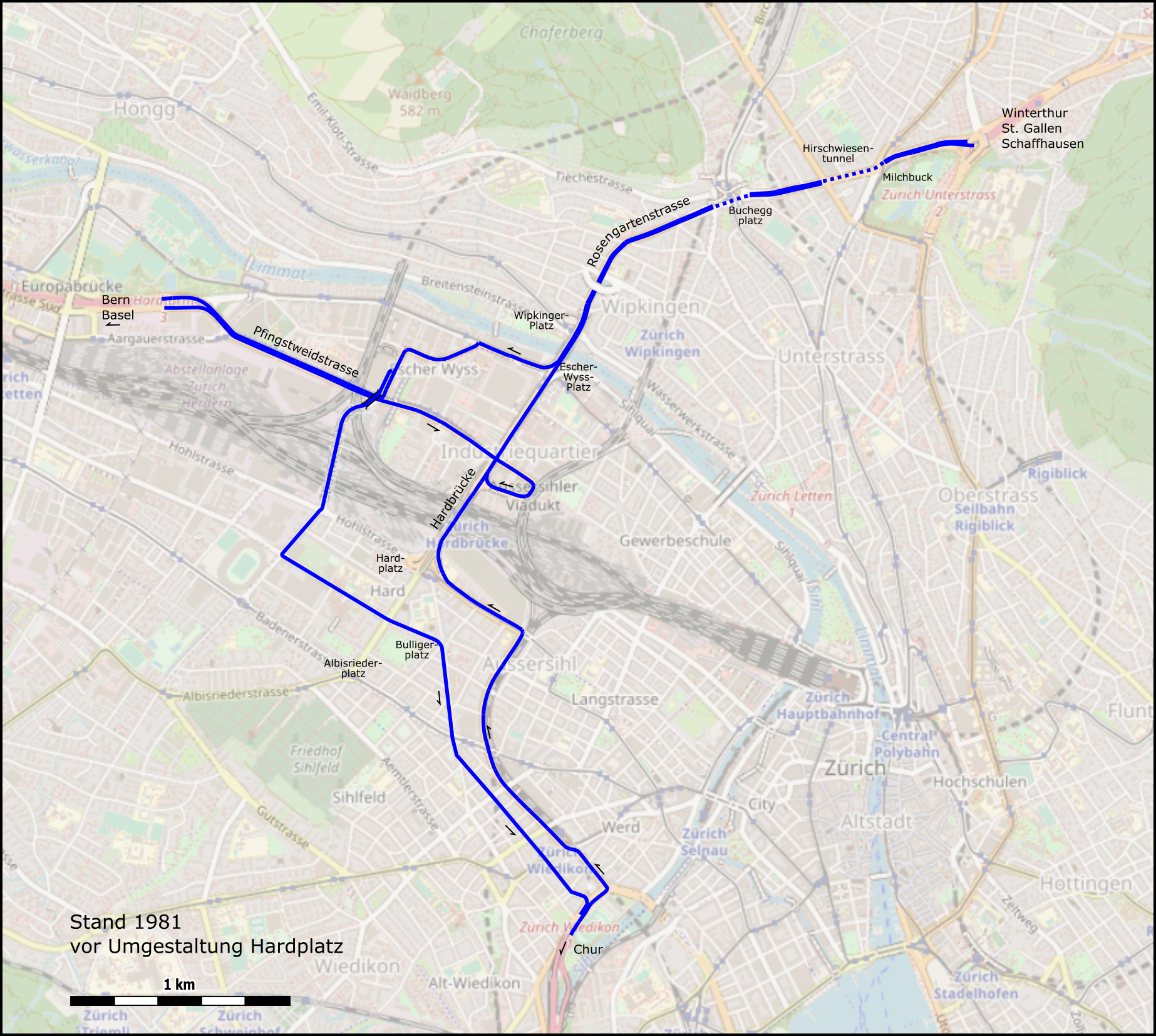
Westtangente bis Mai 1982

Vor der Neugestaltung des Hardplatzes, der im Mai 1982 seinen Abschluss fand, hätte der von der Hardbrücke kommende Verkehr Richtung Süden niveaugleich die Hohlstrasse queren müssen. Um diese Kreuzung zu entlasten, wurde die Hardbrücke ab der Hardturmrampe lediglich von den Trolleybussen der Linie 33 genutzt. Der Individualverkehr wurde bei der Hardturmrampe abgeleitet, folgte zuerst der Route der Hauptstrasse 1 und verliess diese in der Duttweilerstrasse. Eine Behelfsbrücke leitete ihn über die Pfingstweidstrasse auf die Duttweilerbrücke, sodass er der Herdernstasse bis zur Kreuzung mit der Bullingerstrasse folgen konnte. Nachdem der Hardplatz neu gestaltet worden war, konnte der Verkehr Richtung Süden mit einer Verlängerung der Hardbrücke über die Hohlstrasse geführt werden, sodass die alte Verkehrsführung aufgegeben und die Behelfsbrücke über die Pfingstweidstrasse abgebaut wurde.